# Stenopseustes
Stenopseustes is een kevergeslacht uit de familie van de boktorren (Cerambycidae). De wetenschappelijke naam van het geslacht werd voor het eerst geldig gepubliceerd in 1873 door Bates.

## Soorten
Stenopseustes omvat de volgende soorten:
- Stenopseustes aeger Bates, 1873
- Stenopseustes gibbicollis Fisher, 1947
- Stenopseustes lingafelteri Clarke, 2013
- Stenopseustes sericinus Bates, 1880